# Duby u hráze Podleského rybníka
Duby u hráze Podleského rybníka jsou připomínkou starého památného stromořadí dubů letních (Quercus robur), které zpevňovaly svými kořeny asi 200 m dlouhou hráz Podleského rybníka už od doby jeho založení. Za památné stromy je vyhlášeno 8 dubů rostoucích po obou stranách cesty vedoucí po hrázi, v místech nad bývalým Podleským mlýnem.

## Základní informace
- rok vyhlášení: 2004
- počet stromů: 8
- odhadované stáří: nejstarší 2 duby až 400 let[2]
- obvod kmene: 256–565 cm (2009), 253–581 cm (2013)
- výška: 17–25 m (2009)

## Stav stromů
Polovina dubů byla podle hodnocení v roce 2009 ve velmi dobrém stavu, u dalších tří je stav horší a jeden z dubů – od východního konce hráze druhý, kdysi ze skupiny nejmohutnější – už je jen torzem. Nejmohutnějším je nyní osmý, poslední ze skupiny (je ale napaden houbami a od spodu hráze je na poklep dutý).

## Další zajímavosti
Podleský rybník byl kdysi součástí rozsáhlé rybniční soustavy, budované pravděpodobně už od 16. století. Kolem rybníka vede Naučná stezka Dubeč – Uhříněves a modrá turistická značená trasa 1003 z Uhříněvsi do Klánovic. Při pravém břehu Říčanského potoka pod bývalým mlýnem roste další mohutný dub. 
Nejbližší zastávkou pražské MHD je stanice autobusů Bečovská. 